# Duinengebied ten westen van Nieuwpoort-Bad
Het Duinengebied ten westen van Nieuwpoort-Bad is een natuurgebied in de tot de West-Vlaamse gemeente Nieuwpoort behorende plaats Nieuwpoort-Bad, gelegen aan de Elisalaan en de Kinderlaan.
Het gebied maakte vroeger deel uit van een omvangrijker gebied dat de naam Karthuizerduinen had. Ten westen van het gebied liggen de Duinen van Ter Yde, Hannecartbos en Oostvoorduinen op het grondgebied van Oostduinkerke. Het bestaat uit twee paraboolduinen en enkele laagten. Er is duinstruweel en droog kalkrijk duingrasland te vinden. Omstreeks 1900 begon de bebouwing van een groot deel van het duin. De meeste woningen dateren zelfs van na 1960. In 2013 werd het resterende duingebied beschermd als natuurgebied.